# Hylocomium
Die namensgebende Gattung Hylocomium der Moosfamilie Hylocomiaceae besteht nach der Systematik von Stech & Frey aus weltweit zwei Arten. 
In Deutschland sind alle Arten der Gattung Hylocomium durch die Bundesartenschutzverordnung (Fassung 16. Februar 2005, Liste) geschützt.

## Merkmale
Charakteristikum dieser Moose ist ihr etagenförmiger Aufbau, der ihnen auch den deutschen Namen „Etagenmoose“ eingebracht hat. In jedem Jahr wächst ihnen ein mehr oder weniger regelmäßig einfach- bis dreifach gefiederter Trieb. In der Mitte der Oberseite dieses Triebes zweigt schließlich der Trieb des nächsten Jahres ab, wächst ca. 1 cm nach oben, und verzweigt sich dann wiederum waagerecht, so dass die nächste „Etage“ entsteht. Je nach Art fällt dieser etagenförmige Aufbau allerdings mehr oder weniger regelmäßig aus.
Es handelt sich bei allen Arten um recht kräftige Moose, die Längen von 10 bis 15 cm erreichen. Die Blätter sind meist breit lanzettlich und mehr oder weniger plötzlich in eine lange Spitze ausgezogen.

## Systematik und Arten
Nach der Systematik von Stech & Frey wurden mehrere ehemals zur Gattung Hylocomium gezählte Arten aus dieser ausgegliedert; von den in Mitteleuropa vertretenen Arten sind dies:
- Hylocomium brevirostre zu Loeskeobryum brevirostre
- Hylocomium pyrenaicum zu Hylocomiastrum pyrenaicum
- Hylocomium umbratum zu Hylocomiastrum umbratum

Als einziger mitteleuropäischer Vertreter der Gattung verbleibt nunmehr:
- Hylocomium splendens